# シベリアユピック

ロシアとアメリカ合衆国にまたがるシベリアユピックの集落

シベリアユピック（Siberian Yupik、シベリア・ユピック語: йупигыт）はロシア極東のチュクチ半島とアラスカのセント・ローレンス島に居住するユピックの一族である。エスキモー・アレウト語族のシベリア・ユピック語を母語とする。「ユイット」、「アジアエスキモー」とも呼ばれる。

## 伝統工芸

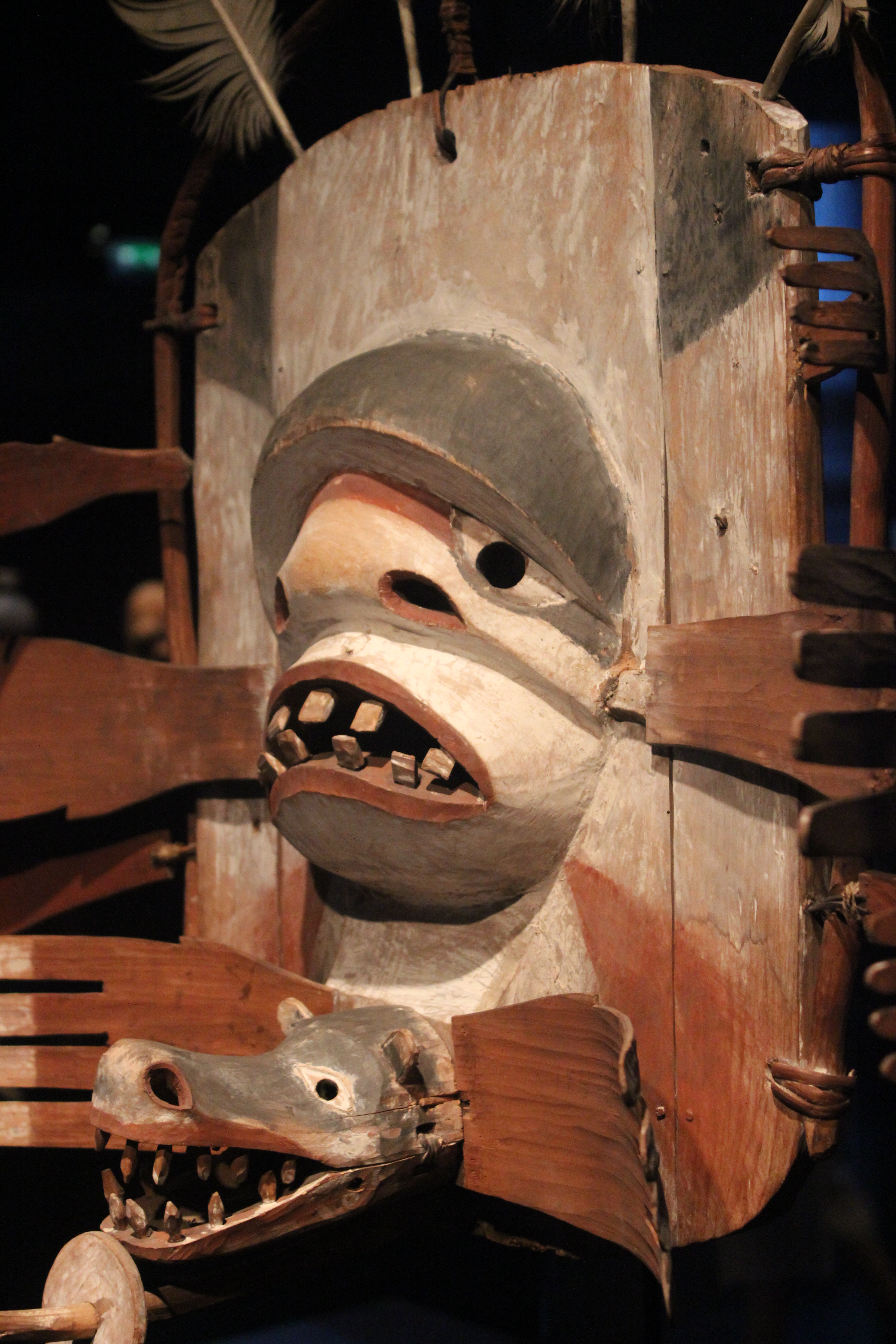
パリのケ・ブランリ美術館に収められたシベリアユピックの仮面

セント・ローレンス島のシベリアユピックはサボンガとガンベルの村に住んでおり、セイウチの牙やクジラの骨、ホッキョククジラのヒゲを巧みに彫刻することで広く知られている。これには、セイウチの狩猟や伝統的な踊りなどのシーンを表し、複雑な滑車を備えた「動く彫刻」も含まれている。

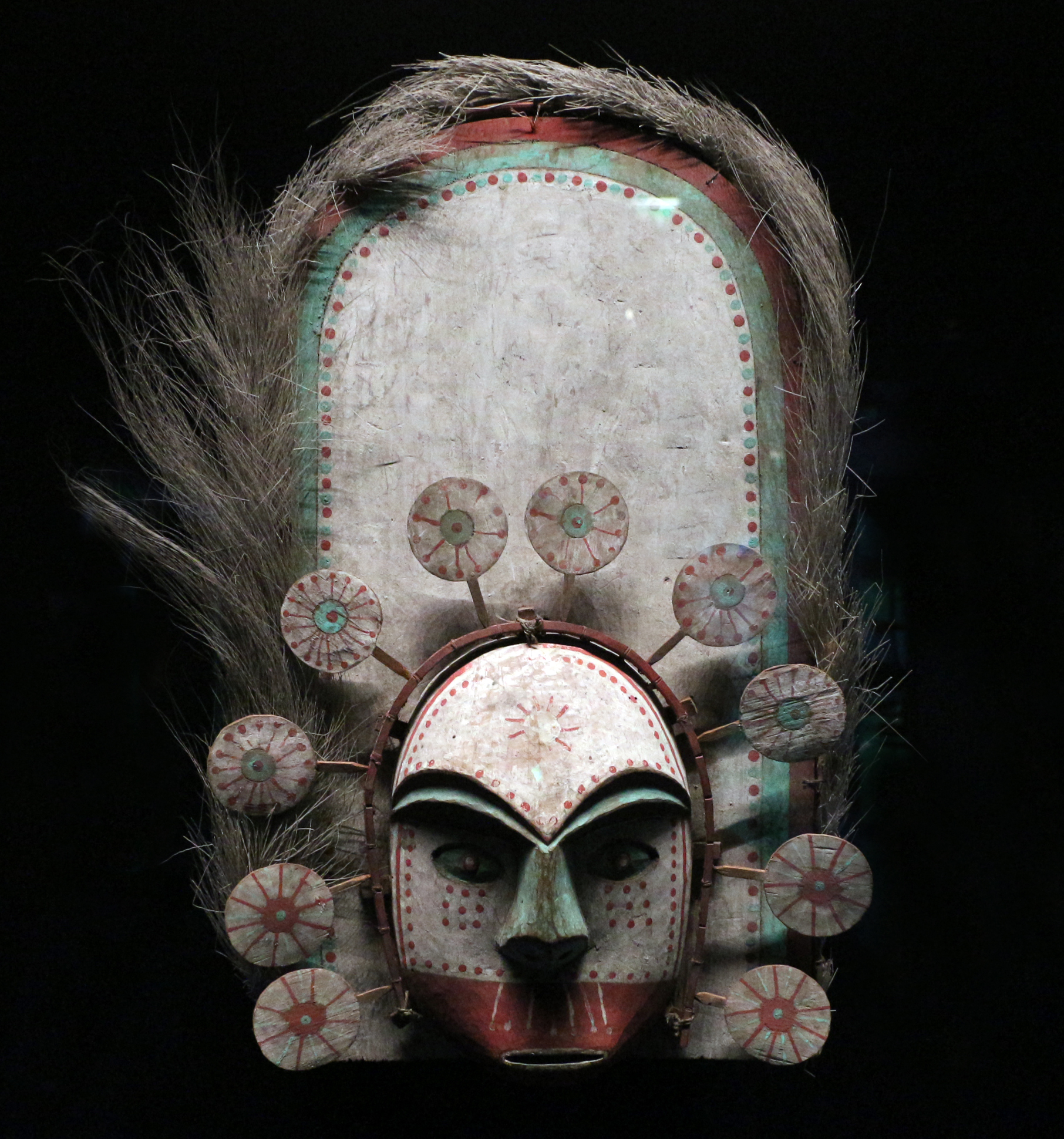
パリのケ・ブランリ美術館所蔵の仮面
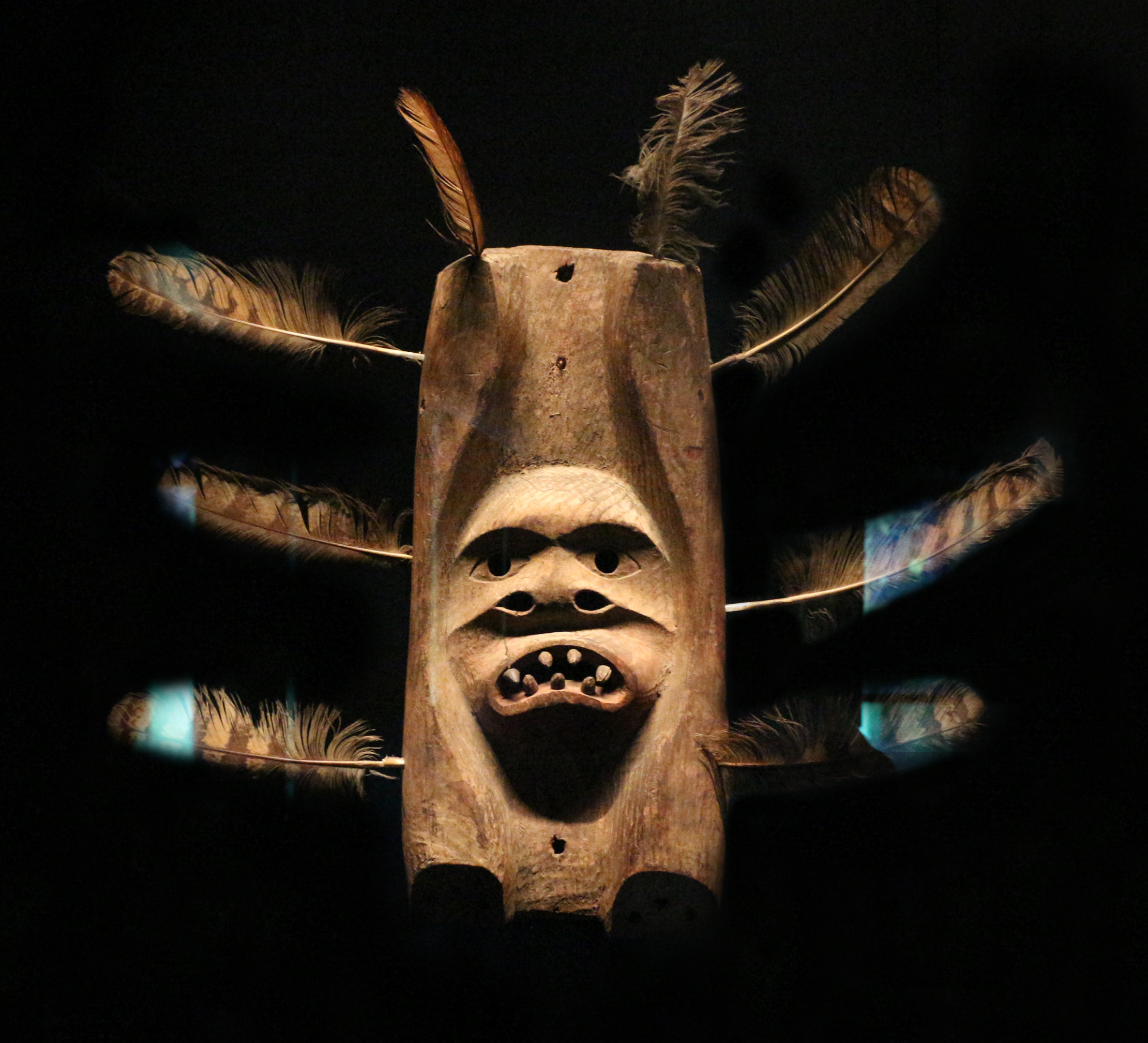
ケ・ブランリ美術館所蔵の儀式用の仮面
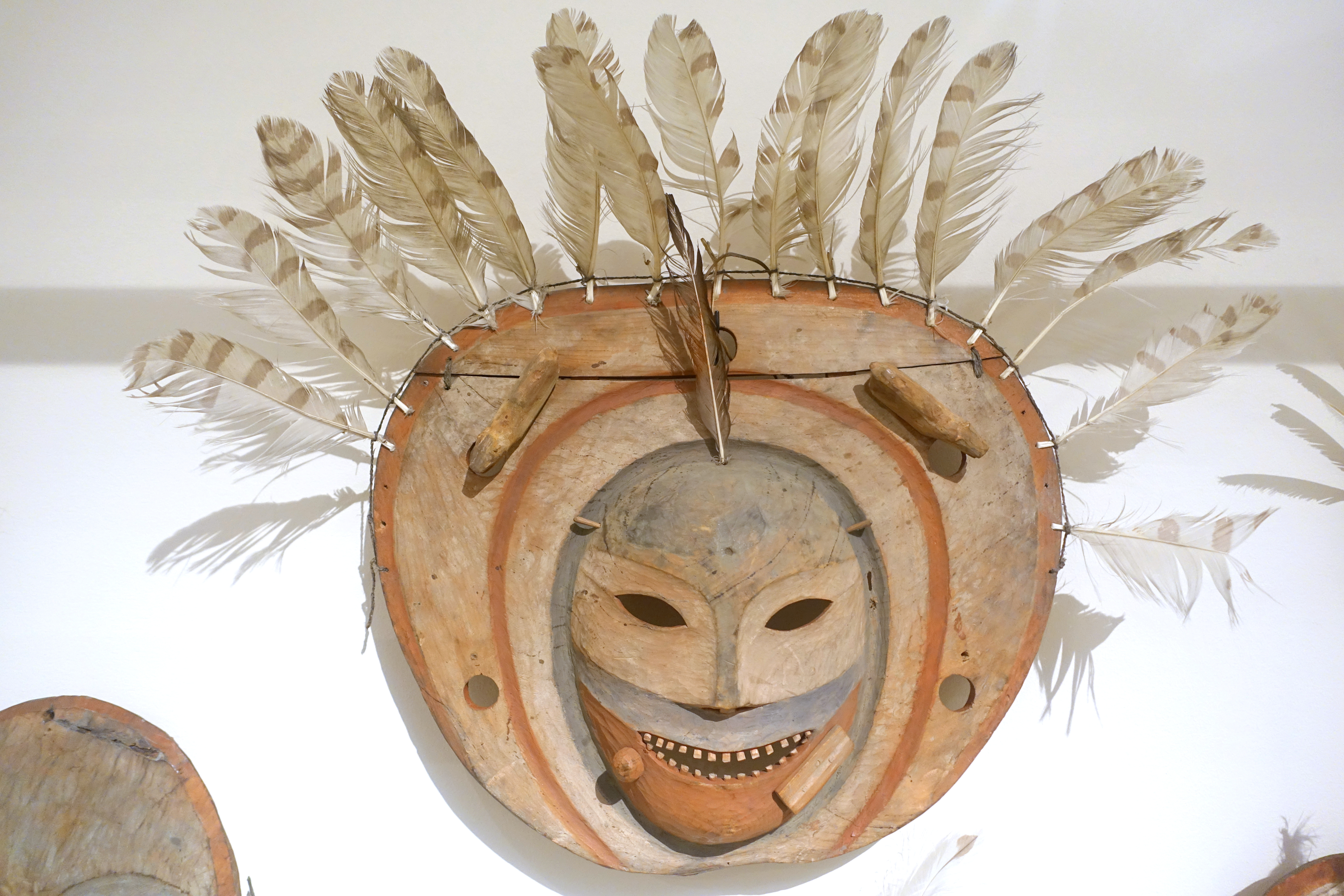
ベルリン民族学博物館（英語版）所蔵の仮面（1883年ヤコブセン・コレクション）
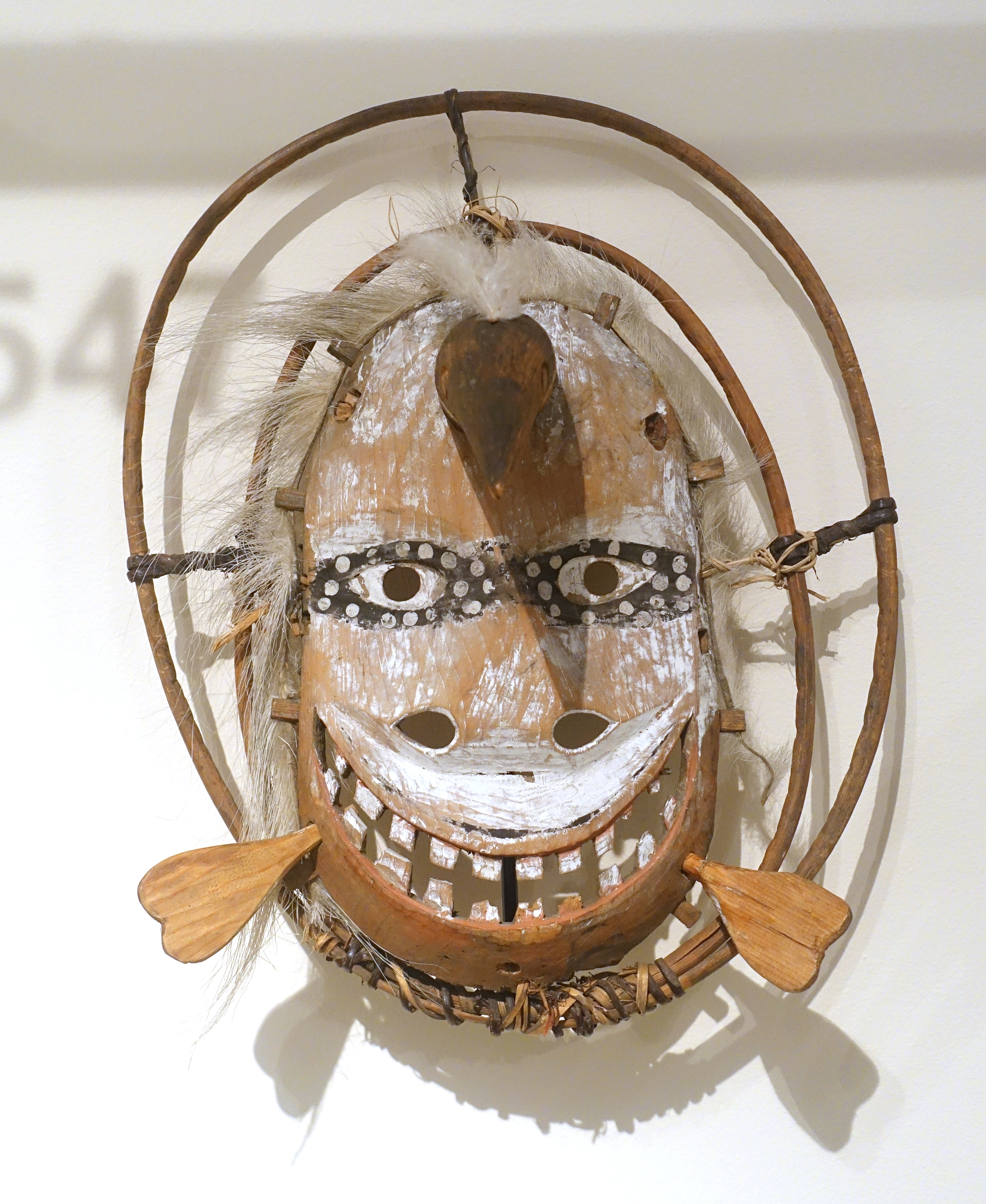
ベルリン民族学博物館所蔵の仮面（1883年ヤコブセン・コレクション）
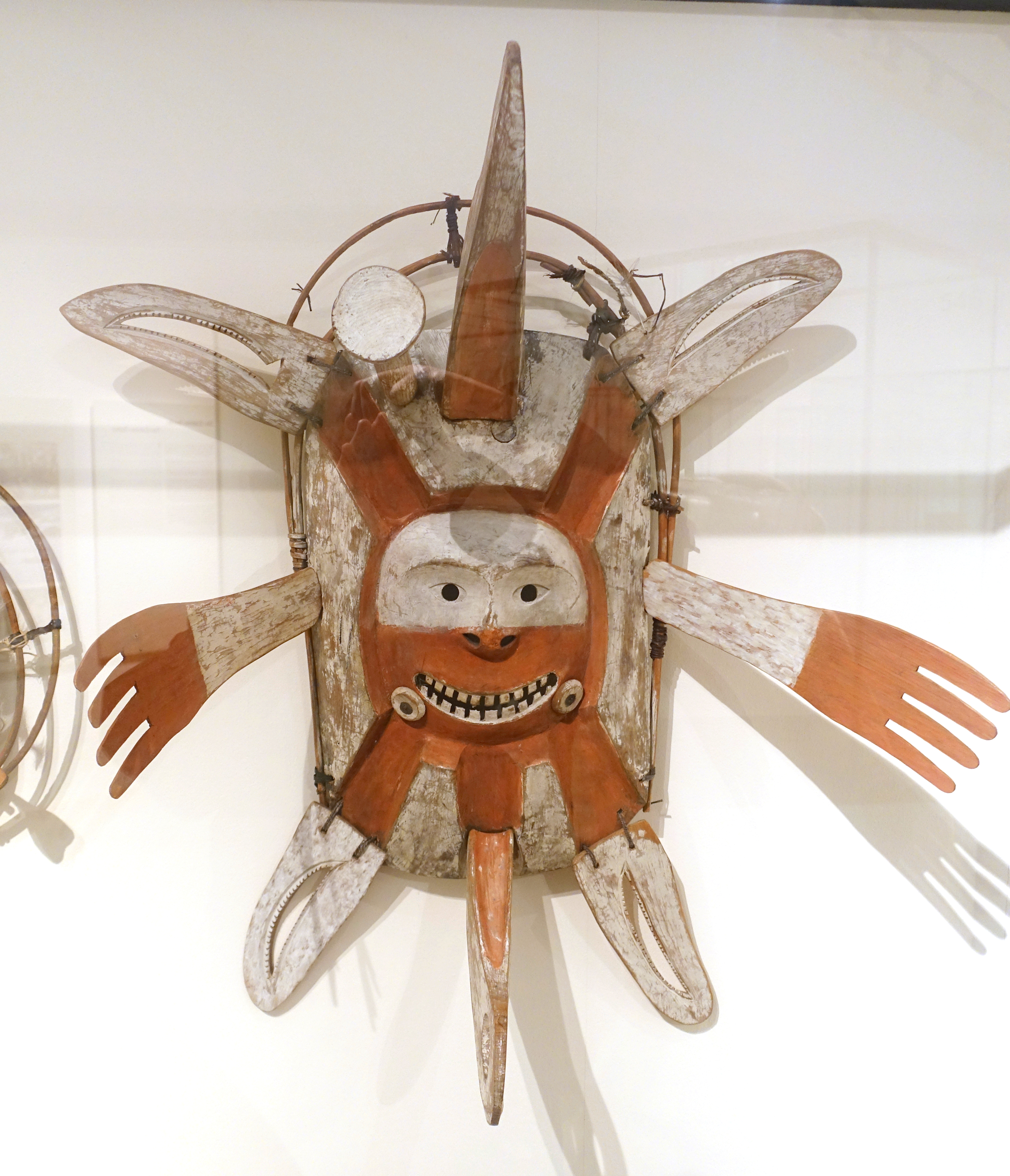
ベルリン民族学博物館所蔵の仮面（1883年ヤコブセン・コレクション）

## 住居
チャプリノ（Chaplino）での冬の建物は、丸いドーム型の建物であったが、これは「ヤランガ」と称され、チュクチ半島に住むチュクチ族の移動式住居も同じ名称で呼ばれる。後部に小さなキャビンがあり、睡眠などに用いられる。これは、冷たい外気を遮り、トナカイの皮や毛、草などで覆われ、檻のような枠組みで支えられる。しかし、家事はこの奥の建物の手前の部屋で行われ、多くの家庭用品もそこに保管される。冬の嵐のときは、夜もそこに犬がいる。

## 遺伝子
シベリアユピックはアメリカ先住民に高頻度なハプログループQ-M3 (Y染色体)が21.2%、北アジアに多くアメリカ大陸にはほとんど見られないハプログループN (Y染色体)が60.6%見られる。